# Wolfgang Sawallisch
Wolfgang Sawallisch (ur. 26 sierpnia 1923 w Monachium, zm. 22 lutego 2013 w Grassau) – niemiecki dyrygent i pianista.

## Życiorys
Naukę gry na fortepianie rozpoczął w wieku 5 lat. Uczył się prywatnie w Monachium u Wolfganga Ruoffa (fortepian) i Hansa Sachsego (teoria). W 1942 roku został zmobilizowany do Wehrmachtu, po zakończeniu II wojny światowej kształcił się w monachijskiej Hochschule für Musik u Waltera Georgiiego (fortepian) i Josepha Haasa (kompozycja), uzyskując dyplom w 1946 roku. Karierę dyrygenta rozpoczął w operze miejskiej w Augsburgu w 1947 roku. W latach 1951–1953 był asystentem Igora Markevitcha na festiwalach w Salzburgu, w 1953 roku debiutował z Berliner Philharmoniker. Pełnił funkcję generalnego dyrektora muzycznego w Akwizgranie (1953–1958), Wiesbaden (1958–1960) i Kolonii (1960–1963). Od 1957 do 1961 roku dyrygował na festiwalach w Bayreuth. W latach 1960–1970 był pierwszym dyrygentem Filharmoników Wiedeńskich. Był również dyrektorem artystycznym Symphoniker Hamburg (1961–1972), Orchestre de la Suisse Romande w Genewie (1973–1980) i Bayerische Staatsoper w Monachium (1971–1992, od 1981 także dyrektorem generalnym). Od 1992 do 2003 roku był dyrektorem artystycznym Philadelphia Orchestra, z którą odbył liczne tournée koncertowe, a w sezonie 1999/2000 świętował stulecie jej istnienia.
Odznaczony został austriackim Krzyżem Honorowym za Naukę i Sztukę, Bawarskim Orderem Zasługi, Wielkim Krzyżem Zasługi z Gwiazdą Orderu Zasługi Republiki Federalnej Niemiec, Orderem Maksymiliana, japońskim Orderem Wschodzącego Słońca klasy Złote Promienie ze Wstęgą, orderem kawalera Legii Honorowej, komandorią francuskiego Orderu Sztuki i Literatury oraz wielkim krzyżem Orderu Zasługi Republiki Włoskiej.

## Twórczość
Ceniony był jako wykonawca utworów Ludwiga van Beethovena, Johannesa Brahmsa, Roberta Schumanna i Richarda Straussa. Od 1955 roku współpracował z wytwórnią płytową EMI. W 1993 roku otrzymał Gramophone Classical Music Award i Toscanini Gold Baton.
Występował też jako pianista kameralista i akompaniator, współpracując z takimi wykonawcami jak Dietrich Fischer-Dieskau, Elisabeth Schwarzkopf, Peter Schreier, Hermann Prey i Margaret Price. W 1949 roku, występując w duecie ze skrzypkiem Gerhardem Seitzem, otrzymał II nagrodę (I nie przyznano) na międzynarodowym konkursie muzycznym w Genewie.
Opublikował autobiografię Im Interesse der Deutlichkeit: Mein Leben mit der Musik (wyd. Hamburg 1988) i pracę Kontrapunkt – Herausforderung Musik (wyd. Hamburg 1993).